# Mike Avilés
Michael Anthony Aviles, né le 13 mars 1981 à New York aux États-Unis, est un joueur américano-portoricain de baseball évoluant en Ligue majeure de baseball avec les Marlins de Miami.
Il est le neveu de Ramon Avilés, joueur de Ligue majeure entre 1977 et 1981.

## Carrière
Après des études secondaires à la Middletown High School de Middletown, Mike Avilés suit des études supérieures au Concordia College (New York) où il porte les couleurs des Clippers. À l'issue de la saison 2003, il est désigné meilleur joueur de la deuxième division de la NCAA.

### Royals de Kansas City

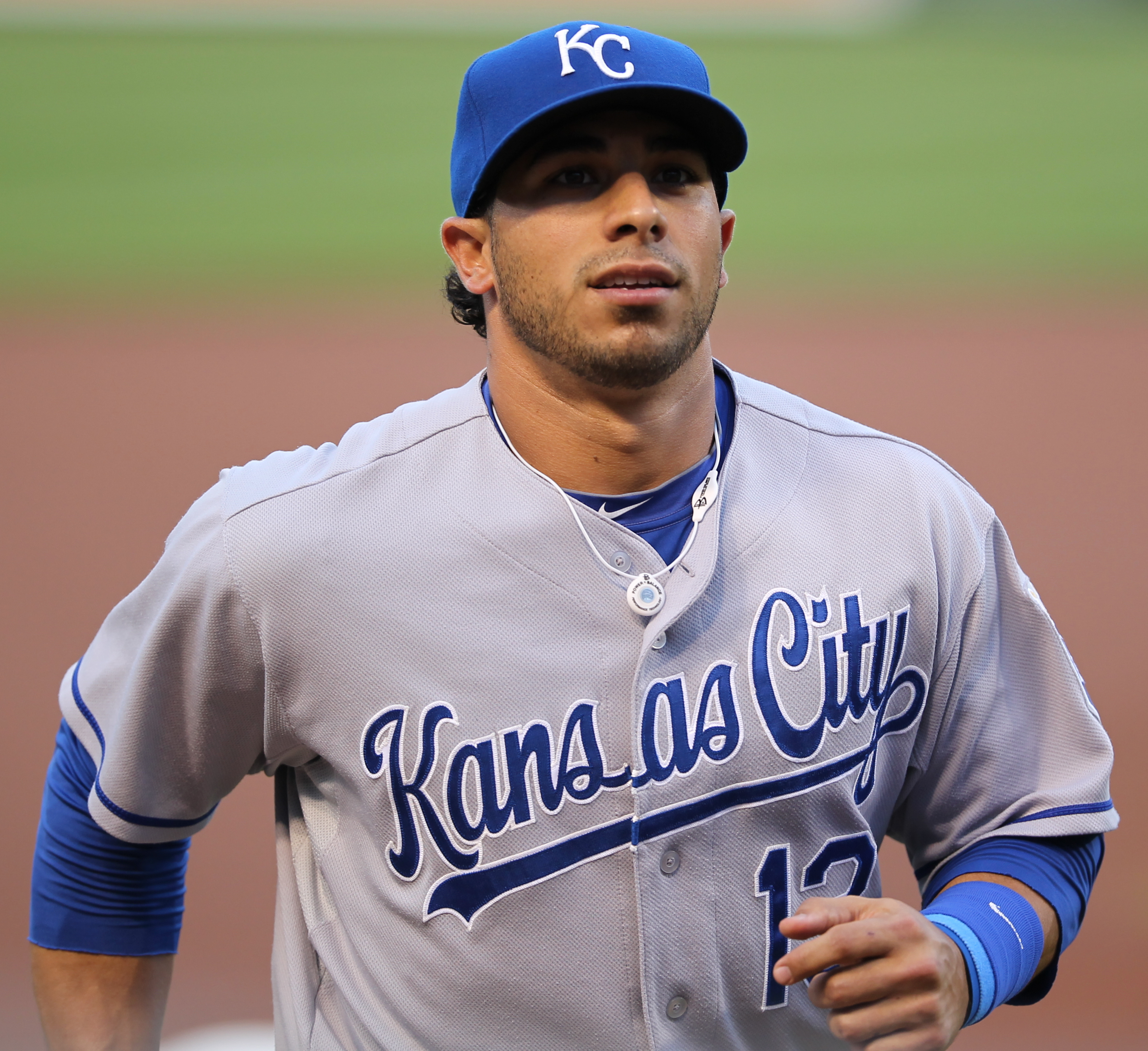
Mike Avilés au printemps 2011 avec les Royals.

Il est repêché le 3 juin 2003 par les Royals de Kansas City.
Après cinq saisons en Ligues mineures où il joue successivement pour les Arizona Royals (R, 2003), les Wilmington Blue Rocks (A+, 2004), les Wichita Wranglers (AA, 2005) puis les Omaha Royals (AAA, 2006-2008), il fait ses débuts en Ligue majeure le 29 mai 2008.
Le 12 juin, il frappe son premier coup de circuit au plus haut niveau puis réussit quatre coups sûrs en quatre passages au bâton le 3 août.
Désigné meilleur joueur de l'année 2008 au sein de l'organisation des Royals, Avilès termine au quatrième rang du vote désignant la meilleure recrue de la saison en Ligue américaine.
Sélectionné en équipe de Porto Rico, il participe à la Classique mondiale de baseball 2009 en février 2009. Avilès prend part à cinq matches pour 0,227 de moyenne au bâton

### Red Sox de Boston
Le 30 juillet 2011, les Royals échangent Avilés aux Red Sox de Boston en retour du joueur d'avant-champ Yamaico Navarro et le releveur des ligues mineures Kendal Volz. Il frappe pour une moyenne au bâton de ,317 à ses 38 derniers matchs de la saison, ce qui lui permet de hausser celle-ci (à seulement ,222 à son départ de Kansas City) à ,255 pour la saison 2011. Il produit 39 points au total pour les Royals et les Red Sox.
Avilés frappe pour ,250 avec 13 circuits et 60 points produits pour Boston en 2012.

### Indians de Cleveland
Le 21 octobre 2012, Avilés est échangé aux Blue Jays de Toronto. Il est la compensation offerte aux Blue Jays lorsque John Farrell accepte le poste de manager des Red Sox de Boston. Le lanceur David Carpenter passe aussi aux Sox dans la transactions. Le 3 novembre, les Jays transfèrent Aviles et Yan Gomes aux Indians de Cleveland en retour du lanceur Esmil Rogers.
En trois saisons à Cleveland, de 2013 à 2015, Aviles maintient une moyenne au bâton de ,244 avec 19 circuits et 102 points produits.

### Tigers de Détroit
Le 18 décembre 2015, il signe un contrat d'une saison avec les Tigers de Détroit

### Marlins de Miami
Avilés rejoint en 2017 les Marlins de Miami.

## Statistiques
| Saison | Équipe      | G   | AB  | R   | H   | 2B | 3B | HR | RBI | SB | BA    |
| ------ | ----------- | --- | --- | --- | --- | -- | -- | -- | --- | -- | ----- |
| 2008   | Kansas City | 102 | 419 | 68  | 136 | 27 | 4  | 10 | 51  | 8  | 0,325 |
| 2009   | Kansas City | 36  | 120 | 10  | 22  | 3  | 1  | 1  | 8   | 1  | 0,183 |
| 2010   | Kansas City | 110 | 424 | 63  | 129 | 16 | 3  | 8  | 32  | 14 | 0,304 |
| Totaux | Totaux      | 248 | 963 | 141 | 287 | 46 | 8  | 19 | 91  | 23 | 0,298 |

Note : G = Matches joués ; AB = Passages au bâton; R = Points ; H = Coups sûrs ; 2B = Doubles ; 3B = Triples ; 
HR = Coup de circuit ; RBI = Points produits ; SB = Buts volés ; BA = Moyenne au bâton.